# FTP-MOI de la région parisienne
Les Francs-tireurs et partisans - Main-d'œuvre immigrée (FTP-MOI) en région parisienne, ou Groupe Manouchian, sont les unités de la Résistance communiste qui ont, à partir d'avril 1942, conduit la lutte armée dans la région parisienne, pendant la Seconde Guerre mondiale. Les FTP-MOI ont en effet été particulièrement bien représentés en région parisienne où résidaient un grand nombre d'étrangers. Comme l'ensemble des FTP-MOI, ceux de la région parisienne ont pu dépendre selon les périodes, de la direction de la Main-d'œuvre immigrée (MOI), de la commission nationale militaire des Francs-tireurs et partisans (FTP) ou même directement de la direction du PCF clandestin.

## Implication de la MOI dans la lutte armée à partir de juillet 1941
En juillet 1941, lorsque le Parti communiste français (PCF) décide d'entrer dans la lutte armée à la suite de l'invasion de l'URSS par l'Allemagne nazie, les groupes armés du PCF sont de deux types :
- l'Organisation spéciale (OS), qui était jusque là une sorte de service d'ordre du Parti et les groupes de jeunes nouvellement formés. L'OS était alors elle-même divisée en deux groupes, le groupe français dirigé par Jules Dumont ;
- le groupe étranger, celui de la Main-d'œuvre immigrée (MOI), dirigé par le républicain espagnol Conrad Miret i Musté, assisté du Hongrois Joseph Boczov[1]. Après l'arrestation de Conrad Miret en décembre 1941, Joseph Boczov prend sa place. Ce groupe OS-MOI, sous la conduite de Joseph Boczov, aurait été l'auteur de déraillements de convois militaires allemands dans la banlieue-est les 11 et 14 juillet 1941[1].

## La création de la FTP-MOI
Après la création de ces divers groupes armés dans la deuxième moitié de l'année 1941, les communistes français se dotent d'un mouvement de lutte armée spécifique, les Francs-tireurs et partisans (FTP), officiellement créé en avril 1942, et qui est progressivement ouvert aux non-communistes. À partir de la création des FTP, la MOI reçoit la mission de créer ses propres groupes de lutte armée, les FTP-MOI.
Jacques Kaminski, membre du triangle de direction de la MOI (avec Louis Grojnowski et Artur London) a énormément de mal à convaincre Joseph Boczov d'intégrer des jeunes aux vétérans qui ont souvent l'expérience de la guerre d'Espagne. Joseph Boczov a le soutien de Henri Rol-Tanguy, mais la direction du Parti communiste tranche pour la création rapide des FTP-MOI sur le modèle des FTP. La direction des FTP-MOI de Paris est assurée par Boris Milev dit Charles, dit Gabycomme responsable politique, Boris Holban dit Olivier dit Roger  est nommé responsable militaire des FTP-MOI et, en tant que tel, il est en contact avec la direction de la MOI (Kaminski) et la direction des FTP. Aux côtés de Boris Holban, le triangle de direction des FTP-MOI en région parisienne est complété par un responsable politique, le Tchèque Karel Stefka, et d'un responsable technique, le Catalan Joaquim Olaso Piera. Le responsable politique est chargé de recevoir les nouveaux combattants, d'assurer leur subsistance et d'entretenir leur formation politique, et le responsable technique supervise l'approvisionnement et le stockage des armes et des explosifs, ainsi que la logistique des opérations.
Après sa création, la FTP-MOI de la région parisienne se structure en quatre « détachements » et une équipe. Chaque détachement est constitué en fonction de la nationalité ou de la langue de ses membres : 
- le « détachement roumain » dirigé par Edmond Hirsch composé d'une trentaine de roumains,
- le « détachement juif » sous la direction de Sevek Kirshenbaum et composé d'une quarantaine de juifs polonais, et dont le responsable technique est Gilbert Weissberg[9]
- le « détachement italien » sous la direction de Marino Mazetti composé d'une quarantaine d'italiens,
- le « détachement des dérailleurs » commandé par Joseph Boczov et composé de roumains, de bulgares, de tchèques, de hongrois, d'espagnols etc… qui sont principalement d'anciens de la guerre d'Espagne.

À ces quatre détachements s'ajoute l'équipe bulgare, pas assez nombreuse pour constituer un détachement.

Le « détachement juif » est en fait le prolongement de la section juive de la MOI qui se caractérise par l'usage de la langue yiddish pour le matériel de propagande destiné aux populations yiddishophones, mais d'autres juifs sont présents dans d'autres détachements, notamment le « détachement roumain » qui comprend des juifs roumains et hongrois.

En plus de ces cinq groupes de combat, l'organisation dispose aussi d'un service médical et d'un service de renseignements, dirigé par une Roumaine, étudiante en biologie, Cristina Boico. En revanche, les Espagnols, bien représentés dans la MOI, sont particulièrement sous-représentés dans la FTP-MOI de la région parisienne : ils sont plus nombreux, et plus actifs, dans le Sud-Ouest, avec la perspective de poursuivre la lutte armée sur le sol espagnol. L'ossature des détachements FTP-MOI est formée de permanents, appointés entre 2 000 et 2 300 francs (l'équivalent d'un salaire ouvrier). Les non-permanents constituent une main-d’œuvre d'appoint auxquels on peut faire appel pour une action ponctuelle.

## L'année 1942
Les débuts des détachements FTP-MOI sont extrêmement difficiles pour le détachement juif, le premier à entrer en action : l'engin explosif préparé pour une opération prévue pour le 1er mai 1942 explose le soir du 25 avril en tuant les deux jeunes résistants qui le mettent au point. Une souricière tendue par la police fait tomber une dizaine d'autres militants qui sont fusillés au Mont-Valérien avec 85 otages. Après ces déboires, les premières actions du 31 mai et du 29 juin visent des ateliers juifs travaillant pour des Allemands. Lors de la dernière attaque, Léon Pakin, combattant aguerri des Brigades internationales, et le jeune étudiant Elie Wallach sont arrêtés et fusillés le 29 juillet 1942, à la suite de menaces exercées le 8 juin sur le fourreur Simon Boleslawski au 30 rue Saint-Antoine à Paris. Le détachement juif renonce ensuite aux attaques contre les petits patrons juifs.
Les autres détachements prennent le relais du détachement juif et mènent sept actions d'ambition modeste en juillet, onze en août et vingt en septembre : incendies, dépôts d'engins explosifs devant des locaux occupés par les Allemands, déraillements.

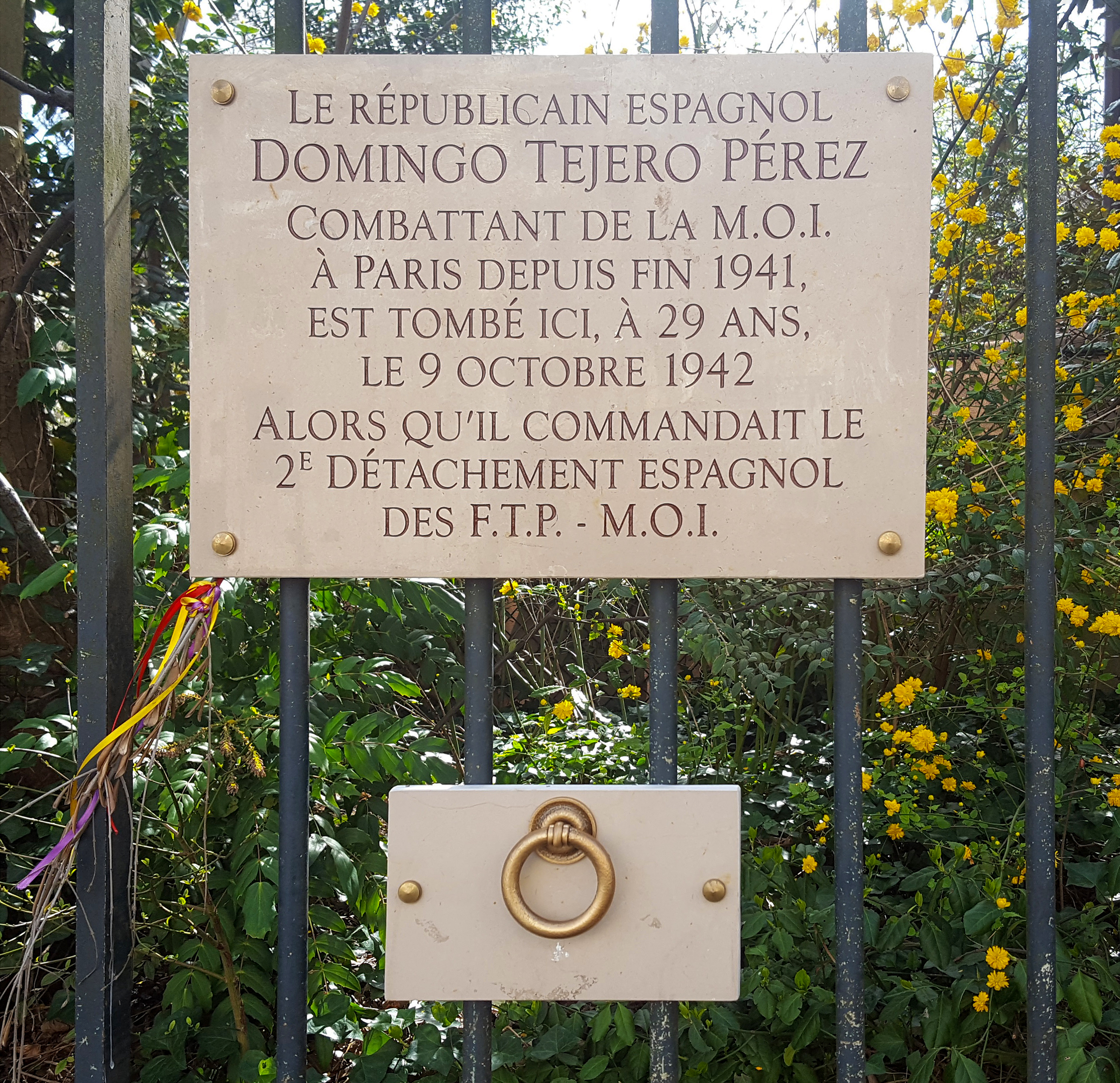
Plaque en mémoire de Domingo Tejero Pérez, parc des Buttes-Chaumont, à Paris.

La mise en œuvre de la Solution finale initiée en France en juillet 1942 avec la Rafle du Vel d'Hiv affecte fortement la section juive de la MOI. Les jeunes juifs étrangers qui s'étaient intégrés aux Jeunesses communistes sont invités à se rassembler au sein de la section juive. Dans les semaines qui suivent la rafle, une bonne centaine de jeunes se mobilisent ainsi dans le secteur de la propagande ou dans celui de la lutte armée donnant ainsi un nouvel élan aux FTP-MOI parisiens. L'enthousiasme des jeunes recrues est assorti d'une haine contre l'occupant et contre Vichy, la plupart d'entre elles ont au moins un membre de leurs familles victimes de la rafle.
Au cours de l'année 1942, les FTP dans leur ensemble ont subi de lourdes pertes, qui culminent en janvier 1943 avec l'arrestation de tout l'état-major parisien (notamment Roger Linet). En même temps, à la fin 1942, les opérations des FTP-MOI deviennent plus ambitieuses avec notamment la pratique de l'attentat à la grenade contre des détachements allemands en déplacement à Paris. Les auteurs du Sang de l'Étranger dénombrent encore onze actions en octobre, dix en novembre et douze en décembre. C'est devant cette situation que la direction du Parti communiste (PCF) est amenée à solliciter davantage des FTP-MOI.
La thèse selon laquelle les FTP-MOI auraient été les seules forces disponibles à la fin de l'année 1942, défendue en 1985 par les auteurs du Sang de l’Étranger et reprise en 2006 par l'un des auteurs, Denis Peschanski, a été remise en cause par Franck Liaigre en 2012. Il souligne que la part des FTP-MOI dans l'ensemble des FTP parisiens n'a jamais dépassé les 50 %, même si la montée en puissance des FTP-MOI est indéniable à partir de l'automne 1942 : 7,5 % à l'été 1942, 25 % en décembre 1942, 45 % en février 1943, 40 % à l'été 1943 et moins de 22 % en octobre 1943, juste avant les arrestations massives de novembre 1943.

## L'apogée des FTP-MOI
Comme pour les autres mouvements de la Résistance armée, le Service du travail obligatoire incite un certain nombre de réfractaires à s'engager dans les FTP-MOI. D'autre part, les multiples arrestations conduisent à un certain nombre de réorganisations :
À la tête des FTP-MOI parisiens, Stefka, arrêté le 4 décembre 1942, est remplacé par le Bulgare Boris Milev, jusqu'en avril 1943 où ce dernier cède le poste de commissaire politique au Polonais Joseph Davidovitch, alors que le responsable technique Olaso est remplacé par le Tchèque Alik Neuer. Le premier détachement roumain est complété par l'équipe bulgare et quelques Arméniens dont Missak Manouchian. Joseph Clisci, Roumain de Bessarabie, devient le responsable militaire du détachement.
Une « Équipe spéciale » formée de quelques combattants d'élite est chargée de repérer et d’éliminer des personnalités, et d'effectuer les coups de mains les plus audacieux. Elle est composée d'une dizaine d'hommes dont deux jeunes juifs, Marcel Rajman et Raymond Kojitsky, un jeune italien Spartaco Fontanot, supervisés par un Allemand plus expérimenté, Leo Kneler, ancien des Brigades internationales,. 
Le service de renseignement est de plus en plus sollicité pour repérer d'éventuels objectifs allemands, préparer les plans d'attaque et de repli. Les membres du service de renseignement ne participent jamais aux opérations. Les objectifs repérés sont toujours allemands, jamais français, pour ne pas prêter le flanc à la propagande de Vichy.
Ainsi réorganisés, les FTP-MOI mettent en œuvre 92 attentats au cours des six premiers mois de l'année 1943. Trente-deux sont à imputer au deuxième détachement, trente-et-un au troisième, dix-huit au premier et onze au quatrième. Ces attentats parviennent à créer un certain sentiment d'insécurité parmi les militaires allemands qui sont obligés de prendre des mesures de protection, par exemple devant les cinémas et les théâtres fréquentés par les soldats allemands.
On peut essayer de classer les 92 attentats des moins risqués — par exemple incendie d'un véhicule à l'arrêt —, aux plus risqués — attaque directe de détachements ennemis —. Les attaques directes à la grenade et au revolver représentent un peu moins de la moitié des attentats. Un certain nombre d'actions échouent d'une façon ou d'une autre : militaires allemands qui ripostent et tuent des résistants, accidents de manipulation d'explosifs, fuyards arrêtés par la police. Néanmoins, au total, les pertes sont relativement faibles pour les six premiers mois de l'année 1943.  Le 28 septembre 1943 au matin, Marcel Rajman se poste, avec Leo Kneler, Spartaco Fontanot et Celestino Alfonso, rue Pétrarque dans le 16e arrondissement de Paris, et descend de trois balles de 7.65 le général Julius Ritter, responsable du STO.

## Filatures, traques et répression
Depuis la dissolution du Parti communiste en septembre 1939, la police française républicaine d'abord, puis, à partir de juillet 1943, celle des gouvernements de Vichy n'a jamais cessé de pourchasser les communistes. Au sein de la police, deux brigades spéciales sont spécialement chargées de la lutte contre les « communo-terroristes » : la BS1 sous le commandement du commissaire David et la BS2 sous le commandement du commissaire Henocque. Les brigades spéciales sont intégrées aux Renseignements généraux (RG). Au sein de ces mêmes RG, la Troisième section, chargée en principe de la surveillance des « étrangers et juifs non-terroristes » se révèle pour les organisations juives de la MOI aussi efficace et nuisible que les BS. Les inspecteurs de la Troisième section sont de terribles chasseurs de juifs.
La BS2, impliquée dans la traque des FTP-MOI compte plus d'une centaine d'inspecteurs en 1944, répartis en cinq groupes dont le cinquième, dirigé par le commissaire Gaston Barrachin s'occupera plus spécialement des FTP-MOI. Les filatures menées par la BS2 sont d'une grande efficacité : il fallait avant tout identifier et « loger », c'est-à-dire repérer le logement de la personne filée. De proche en proche, chaque filature donnait lieu à d'autres filatures, l'arrestation n'intervenait qu'en dernière instance.
En décembre 1942, la deuxième brigade spéciale, la BS2 réussit son premier coup de filet : les policiers avaient installé une souricière au cabinet du docteur Léon Greif qui avait accepté de soigner les responsables des FTP-MOI. Ils parviennent ainsi à faire tomber Karel Stefka, Joaquin Olaso et leurs compagnes respectives, Edmond Hirsch et sa femme, et un certain nombre de militants de moindre responsabilité, au total trente-huit personnes arrêtées dont trente-trois sont remises aux Allemands. Ce résultat substantiel n'avait pas été obtenu par la seule souricière chez le docteur Greif, mais par un travail de fond avec des filatures organisées dès le mois de septembre. Boris Holban échappe par miracle à cette hécatombe.
Au cours des interrogatoires, les policiers se livrent à des opérations d'intoxication pour faire croire que tel ou tel responsable a trahi. Olaso et Holban sont ainsi suspectés par leurs camarades.
Au cours de la première moitié de l'année 1943, trois grandes offensives seront menées par les brigades spéciales et la Troisième section à l'encontre d'organisations très proches des FTP-MOI ; la première offensive est dirigée contre l'organisation des jeunes Juifs où militent une centaine de jeunes de quinze à vingt deux ans. Le 18 février, à la suite de l'arrestation d'un jeune juif responsable d'un attentat contre un garage allemand, les policiers des BS2 commencent à Puteaux la filature d'un jeune qui s’avèrera être Henri Krasucki, 18 ans, responsable des jeunes de la section juive. La filature qui s'étend rapidement à un certain nombre de responsables des jeunes Juifs se poursuit jusqu'au 19 mars 1943 où une intervention de la Troisième section des Renseignements généraux, rivale de la BS2, oblige cette dernière à conclure : au total, la BS2 arrête cinquante-sept militants de la section juive dont la plupart des responsables de la jeunesse parmi lesquels Krasucki. Adam Rayski échappe de justesse à l'arrestation. Tous les jeunes interpellés sont battus et torturés avant d'être remis au SD allemand. Henri Krasucki est déporté à Auschwitz comme la plupart de ses camarades des jeunesses de la section juive. Seuls six d'entre eux sont rentrés.
Après la Jeunesse de la section juive, ce sera au tour de la direction de la MOI d'être prise aux filets non pas de la BS2 mais de la Troisième section des renseignements généraux ; le triangle de direction de la MOI comprend Louis Grojnowski, Jacques Kaminski et Victor Blajek. Ce dernier est repéré dès le 4 mars 1943. Après un mois de filature, le 14 avril, il fut décidé d'arrêter toutes les personnes repérées, soit vingt-et-un cadres de la MOI dont Victor Blajek, les trois agents de liaison de Grojnowski et Jean Jérôme, très proche de la direction du PCF.
La troisième offensive des forces de répression de Vichy conduit au démantèlement de la section juive de la MOI. Elle se situe dans le prolongement de l'action contre l'organisation des jeunes juifs. La BS2 avait en effet pris soin de ne pas arrêter tous les suspects qu'elle avait « logés ». Il est ainsi possible de développer une nouvelle opération de filatures de grande envergure entre le 23 avril et le 9 juillet. Au cours de cette opération, cent-trois militants de la section juive sont repérés et parmi eux, soixante-dix-sept sont arrêtés entre le 29 juin et le 9 juillet. Parmi ces cent-trois militants « repérés », quarante relèvent des FTP-MOI, et parmi eux, seize étaient « logés ».

## Le «Groupe Manouchian»
En juillet 1943, Missak Manouchian qui avait exécuté sa première opération armée au sein du Premier détachement le 4 mars est nommé commissaire technique des FTP-MOI parisiens. Un mois plus tard, il remplace Boris Holban au poste de commissaire militaire. Holban avait été démis de ses fonctions par Rol-Tanguy, adjoint de Joseph Epstein à la tête des FTP de la région parisienne,, ce qui semble indiquer qu'à cette date, en région parisienne, les FTP-MOI étaient bien intégrés aux FTP, ce qui n'avait pas toujours été le cas. Dans l'interrégion parisienne, les FTP-MOI se seraient vus attribuer la 10e région. Joseph Epstein avait été nommé responsable des FTP parisiens vers février 1943 après le coup de filet qui avait décapité la direction parisienne des FTP (Roger Linet, Victor Rousseau). Le fait qu'Epstein soit juif polonais a peut-être facilité l'intégration des FTP-MOI dans les FTP. Holban avait été démis de ses fonctions car il contestait d'appliquer une directive qui préconisait d'engager une quinzaine de combattants par opération plutôt que trois ou quatre.
À la tête des FTP-MOI parisiens, aux côtés de Manouchian, on trouve Joseph Davidovitch, responsable politique, Alfredo Terragni, dit Secondo, comme responsable technique et Abraham Lissner, responsable aux cadres. En août 1943, les FTP-MOI parisiens disposent de soixante-cinq militants dont quarante combattants. En septembre, ils seront soixante-six et en octobre cinquante-et-un. À la suite des différentes hécatombes des militants juifs, le Deuxième détachement a été dissous, et le Premier a quasiment disparu depuis le décès du chef de ce groupe, Joseph Clisci, au cours d'une opération le 2 juillet. Les forces des FTP-MOI sont donc regroupées en trois groupes : le Troisième détachement autour de Boczov, le Quatrième détachement et l'équipe spéciale. En dépit de la faiblesse de l'effectif et de l'épuisement de certains de ses membres, les trois groupes FTP-MOI effectuent dix-sept opérations par mois et même dix-huit le mois d'octobre. L'action la plus spectaculaire est l'exécution par l'équipe spéciale du général SS Julius Ritter, qui supervisait l'exécution du Service du travail obligatoire en France. L'équipe était composée de Marcel Rajman, Leo Kneler, Spartaco Fontanot et Celestino Alfonso.
On peut dater du 28 juillet le début de l'opération de filatures qui aboutit en novembre 1943 au démantèlement complet des FTP-MOI. Marcel Rajman pénètre au 68 boulevard Soult, un immeuble qui était sous surveillance de la police. Rajman avait déjà été repéré lors de la filature de l'organisation des jeunes juifs au début de l'année 1943, mais d'après un policier interrogé à la Libération, il fit partie de ceux que le commissaire Barrachin ne voulait pas arrêter pour pouvoir faire rebondir la filature. Les membres de l'équipe de Rajman sont ainsi repérés.
Les policiers ouvrent une autre piste le 8 septembre, qui les conduit à « loger » l'ensemble des dérailleurs du Quatrième détachement, y compris leur chef Boczov. En suivant Boczov, la BS2 localise Manouchian dès le 24 septembre, et quatre jours plus tard, les policiers assistent à la rencontre hebdomadaire entre Manouchian et son supérieur Epstein. Le 18 octobre, c'est au tour de Davidovitch d'être « repéré » et « logé ». Les arrestations commencent le 26 octobre après que la police a assisté presque en direct à un déraillement organisé par le Quatrième détachement dont deux hommes sont interpellés. Indépendamment de cette opération Davidovitch est arrêté et il donne un certain nombre d'informations à la police ; grâce à ces informations, la police prend connaissance du niveau de responsabilité de Manouchian et d'Epstein, arrêtés le 16 novembre lors de leur rencontre hebdomadaire à Évry-Petit-Bourg. La chute des deux dirigeants déclenche l'arrestation immédiate des trente-cinq militants qui avaient été repérés au cours de la filature. Seuls cinq d'entre eux parviendront à passer entre les mailles du filet. Au total, l'opération aura permis à la police d'appréhender soixante-huit personnes. Selon le rapport de la BS2, les soixante-huit personnes arrêtées se décomposent en trente-trois « aryens » dont dix-neuf étrangers (onze Italiens et trois Arméniens), et trente-quatre Juifs dont trente étrangers. Vingt-et-une femmes figurent parmi les soixante-huit.

## Le procès et l'Affiche rouge
Vingt-quatre des combattants arrêtés au cours de la filature de novembre comparaissent devant la cour martiale du tribunal allemand auprès du commandement du Grand-Paris dans un procès qui s'ouvre à Paris le 15 février 1944. De ce procès qui est mené de façon très expéditive, on ne connaît que le verdict qui fut reproduit par une presse sous contrôle, les autres détails du procès étant très contradictoires. Vingt-trois des personnes jugées sont condamnées à mort, la vingt-quatrième ayant été mêlée au procès par erreur. Le 21 février 1944, les vingt-deux hommes sont fusillés au fort du Mont-Valérien, et la seule femme, Olga Bancic, responsable du dépôt d'armement, est envoyée à Stuttgart pour y être décapitée le 10 mai 1944. La plupart des hommes sont enterrés dans le cimetière d'Ivry-sur-Seine, dans le Val-de-Marne, où une stèle a été érigée en leur mémoire. Parmi les vingt-deux condamnés à mort, se trouvent Manouchian et Boczov, mais pas Epstein qui ne comparait pas à ce procès mais est jugé avec quarante autres FTP français arrêtés après le coup de filet de novembre 1943. Il sera fusillé au Mont-Valérien le 11 avril 1944.
À la suite du procès, les Allemands lancent une vaste campagne de propagande en faisant placarder une affiche rouge devenue célèbre exhibant les identités et les photographies de Manouchian et neuf étrangers condamnés au procès et intitulée « Des libérateurs ? La libération par l'armée du crime ! ».

## Liste des membres du groupe Manouchian exécutés
La liste suivante des 23 membres du « groupe Manouchian » exécutés par les Allemands signale par la mention (AR) les dix membres que les Allemands ont fait figurer sur l'Affiche rouge. 
Le nom des 23 est gravé sur la plaque de la crypte et cité avec la mention « Mort pour la France » lors de l'entrée de Missak et Mélinée Manouchian au Panthéon le 21 février 2024.

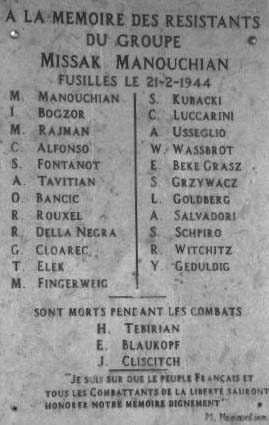
Mémorial de l'Affiche rouge à Valence.

- Celestino Alfonso (AR), Espagnol, 27 ans
- Olga Bancic, Roumaine, 32 ans, seule femme du groupe, elle n'est pas fusillée mais guillotinée en Allemagne le 10 mai 1944
- Joseph Boczov [József Boczor; Wolff Ferenc] (AR), Hongrois, 38 ans - Ingénieur chimiste
- Georges Cloarec, Français, 20 ans
- Rino Della Negra, Italien, 20 ans
- Thomas Elek [Elek Tamás] (AR), Hongrois, 19 ans - Étudiant
- Joseph Epstein, polonais, 32 ans, il est le supérieur de Missak Manouchian ; arrêté avec lui il est fusillé au Mont-Valérien le 11 avril 1944
- Maurice Fingercwajg (AR), Polonais, 20 ans
- Spartaco Fontanot (AR), Italien, 22 ans
- Jonas Geduldig, Polonais, 26 ans
- Emeric Glasz [Békés (Glass) Imre], Hongrois, 41 ans - Ouvrier métallurgiste
- Léon Goldberg, Polonais, 20 ans
- Szlama Grzywacz (AR), Polonais, 35 ans
- Stanislas Kubacki, Polonais, 35 ans, interné à Fresnes un an auparavant, bien que fusillé avec eux il n'appartient pas au « Groupe Manouchian »
- Cesare Luccarini, Italien, 21 ans
- Missak Manouchian (AR), Arménien, 34 ans
- Arpen Tavitian, Arménien, 48 ans
- Marcel Rajman (AR), Polonais, 20 ans
- Roger Rouxel, Français, 18 ans
- Antoine Salvadori, Italien, 23 ans
- Willy Schapiro, Polonais, 33 ans
- Amedeo Usseglio, Italien, 32 ans
- Wolf Wajsbrot (AR), Polonais, 18 ans
- Robert Witchitz (AR), Français, 19 ans

## FTP-MOI parisiens ayant réussi à échapper au coup de filet de novembre 1943
- Ildo Stanzani
- Leo Kneler, qui participe en août 1944 à la libération de Paris.
- Madeleine Oboda née Delers, dite « Marie » puis « Catherine », veuve de Stanislas Oboda, entre dans les FTP-MOI en octobre 1942, après que son mari est fusillé par les Allemands. Elle travaille avec Boczov, Michel, puis Rayman et Elek, et a de nombreux contacts avec Manouchian. Elle est agent de liaison, transportant les armes sur les lieux de l'attentat et les stockant chez elle, 10 passage Courtois à Paris.
- Arsène Tchakarian (sa mère est la cousine de la mère de Charles Aznavour).
- Henri Karayan[34].
- Raymond Kojitsky, dit « Pivert », qui à la suite de l'attentat du parc Monceau le 19 août 1943, se brouille avec ses coéquipiers, Marcel Rayman et Alfonso. Marcel lui reproche de ne pas avoir couvert Alfonso, auteur du coup de pistolet mortel contre un major allemand : Pivert arrête aussitôt sa collaboration avec la MOI. Il est ainsi sauvé par Marcel quelques mois avant l'arrestation du groupe des 23, qu'il attribue à un autre membre de la MOI, Albert Davidovitch. Il commence par participer avec les Jeunesses communistes juives à des lâchers de tract et des incendies de poteaux indicateurs allemands en fin 1942, alors qu'il a tout juste 16 ans et en parait 12. Il est ensuite intégré en janvier 1943 au sein des équipes de la MOI, sous la direction d'Henri Krasucki, et accomplit son premier grenadage place Cambronne, contre un garage militaire de l'armée allemande. Après l'arrestation de Krasucki en mars 1943, il passe sous les ordres de Manouchian[35].

## Historiographie, débats et controverses

### Sur la responsabilité de la direction du PCF
En 1985, Mosco Boucault réalise un documentaire, Des terroristes à la retraite. Dans ce long métrage, qui met en scène Simone Signoret en voix off, Mélinée, l'épouse de Missak Manouchian, accuse la direction de l'époque du Parti communiste français (PCF) d'avoir lâché, voire vendu, le groupe Manouchian pour des raisons tactiques. Dès le 14 juin 1985, avant la diffusion télévisée, Mélinée Manouchian répète devant les journalistes ce qu'elle affirme dans le film, sa conviction que son mari, Missak Manouchian, a été sacrifié avec ses hommes par le chef militaire des Francs-tireurs et partisans - Main-d'œuvre immigrée (FTP-MOI), Boris Holban. Le film apporte le témoignage de Louis Grojnowski, qui est de 1942 à 1945 l'agent de liaison entre Jacques Duclos, un des dirigeants du PCF clandestin en l'absence de Maurice Thorez, aux côtés de Benoît Frachon, Auguste Lecœur et Charles Tillon, et la direction de la MOI, témoignage dans lequel cet homme clef, resté fidèle à son parti, déclare « Par mesure de sécurité, on a envoyé des militants se cacher [...]. Mais il fallait qu'il en reste pour combattre. Oui, dans chaque guerre il y a des sacrifiés ».
En 1986, l'historien Philippe Robrieux publie un livre dans lequel il accuse plus précisément Jean Jérôme, proche de la direction du PCF d'avoir été à la source du coup de filet de novembre 1943.
En 1989, les trois historiens Stéphane Courtois, Denis Peschanski et Adam Rayski réfutent complètement la thèse d'un abandon volontaire des combattants FTP-MOI par la direction du PCF, en se basant sur les archives policières dans lesquels on peut suivre les éléments qui aboutissent au coup de filet de novembre 1943. Le fait que le commissaire politique des FTP-MOI, Joseph Davidovitch, ait parlé n'a pas été déterminant dans la réussite du coup de filet, et en aucun cas il n'apparait que la direction du PCF ait pu, ou ait voulu, sacrifier le groupe. La thèse d'une machination de la direction du PCF n'est depuis plus reprise. Un documentaire diffusé sur France 2 le 15 mars 2007, conseillé par Denis Peschanski, s'aligne sur ce qui est maintenant la version reconnue par les historiens.

### L'évaluation des pertes ennemies
À l'aide des archives policières où ils ont retrouvé des rapports de police, mais aussi les rapports internes des résistants, les historiens ont pu reconstituer approximativement la liste des attentats exécutés par les détachements FTP-MOI. L'évaluation des pertes réelles subies par les Allemands reste toutefois hasardeuse. Néanmoins, il est apparu qu'un certain nombre d'ouvrages basés sur des souvenirs ou des témoignages allaient dans le sens de l'exagération. Ainsi, Albert Ouzoulias, qui fut commissaire militaire national des FTP écrit-il en 1975 pour illustrer la nouvelle politique d'organiser des attentats avec des groupes de 10 ou 15 combattants :

« Nous savions qu'un détachement allemand, chaque jour, à la même heure, montait au pas de l'oie, par une avenue montant à l’Étoile… Au passage du détachement, trois grenades explosent, arrêtent le pas de l'oie, définitivement pour des dizaines de soldats nazis et provisoirement pour d'autres… Au cours de cette opération un seul camarade fut légèrement blessé à la main par un coup de feu tiré par les Allemands »

En 1989, les auteurs du Sang de l'Étranger notent qu'aucune source ne vient confirmer la réalité de cette opération de grande ampleur.
En fait, les auteurs des attentats sont souvent dans l'incapacité de dresser le bilan des opérations effectuées. Ainsi, le rapport mensuel des FTP-MOI de juillet 1943 fait-il état de l'attentat contre le général Ernst Schaumburg (de), le 29 juillet 1943 :

« Dans la voiture, il y avait le général, son aide de camp et son chauffeur... L'explosion a eu lieu à l'intérieur de la voiture… ses occupants ont été déchiquetés. »

En fait, l'opération a bien eu lieu, Leo Kneler a bien lancé une grenade, mais le général Ernst Schaumburg avait été remplacé le 1er mai, ce n'était pas son remplaçant qui était dans la voiture, mais un lieutenant-colonel, et la grenade a explosé derrière la voiture.
Une autre opération célèbre est celle qui est exécutée par le premier détachement, commandé par Joseph Clisci le 2 juillet 1943 au matin. Il s'agit d'attaquer un autobus transportant des soldats allemands à Clichy. Poursuivi, Clisci se réfugie dans une cave où il est mortellement touché par des balles allemandes. Se basant sur le rapport d'activité des FTP-MOI, une série d'auteurs tirent de cet épisode le même récit épique : l'attaque du bus a parfaitement réussi, la première grenade a atteint son effet, le chauffeur du bus a été tué d'une balle dans la tête, la deuxième grenade lancée par Clisci sur ses poursuivants tue six soldats allemands. Ensuite, du soupirail de sa cave, il décharge sept balles de son pistolet sur les Allemands, se suicidant avec la dernière balle. Sur la base des différents rapports de police, Franck Liaigre a établi que cet attentat n'a pas été la réussite totale rapportée par les autres auteurs : la grenade, qui a atterri sur la plate-forme du bus et a été repoussée du pied, n'a fait aucune victime allemande. Clisci a blessé grièvement l'un des deux poursuivants français en lui tirant une balle dans le ventre ; depuis la cave où il s'est réfugié, il n'a blessé légèrement qu'un seul Feldgendarme allemand. Il ne s'est pas suicidé mais, touché par plusieurs balles allemandes, il est mort à l'hôpital Beaujon.

### Filmographie
- Mosco Boucault, Des terroristes à la retraite, documentaire, 1985
- Georges Amat et Denis Peschanski, La Traque de l’affiche rouge, documentaire 2007